# بيوتر فيشنيافسكي
بيوتر فيشنيافسكي (بالبولندية: Piotr Wiśniewski)‏ هو لاعب كرة قدم بولندي في مركز الوسط، ولد في 11 أغسطس 1982 في ستاروغراد غرانسكي في بولندا. لعب مع ليخيا غدانسك.